# Monsieur le Maire
Pour plus de détails, voir Fiche technique et Distribution.
Monsieur le Maire est une comédie dramatique française réalisée par Karine Blanc et Michel Tavares.
Le film sort en France le 1er novembre 2023 dans 323 salles. Pour sa première semaine, il cumule 70 827 spectateurs sur 323 soit une moyenne de 220 entrées par écran. Sa deuxième semaine d’exploitation se termine avec 31 902 entrées. Le cumul de 107 304 entrées, résultat faible vu le budget de 6M€.

## Synopsis
Paul Barral est le maire de Cordon, une petite commune rurale en Haute-Savoie dans les Alpes. Il subit la désertification et le vieillissement de la population et doit se battre contre la fermeture des commerces et des salles de classe. Alors qu'il cherche désespérément comment attirer de nouveaux habitants, l'arrivée de mères célibataires en situation difficile constitue peut-être la clé pour ramener de la vie dans ce village peu habitué au changement et à l'agitation.

## Fiche technique
Sauf indication contraire, les informations mentionnées dans cette section peuvent être confirmées par les bases de données cinématographiques IMDb et TMDB,  présentes dans la section « Liens externes ».
- Titre original : Monsieur le Maire[1],[2],[3]
- Réalisation : Karine Blanc et Michel Tavares
- Scénario : Karine Blanc et Michel Tavares
- Musique : Jérôme Rebotier et Geoffroy Berlioz
- Décors : Léa Philippon
- Costumes : Lisa Korn
- Photographie : Romain Le Bonniec
- Son : Sébastien Marquilly, Fabien Devillers et Stéphane Gessat
- Montage : Marie-Pierre Frappier
- Production : Yves Marmion
- Sociétés de production : Les Films du 24
- Société de distribution : UGC Distribution
- Budget : 5,9 millions d'euros
- Pays de production :  France
- Langue originale : français
- Format :
- Genre : Comédie dramatique
- Durée : 102 minutes
- Dates de sortie :
  - France : 23 septembre 2023 (L'Hospitalet-près-l'Andorre)[1] ; 1er novembre 2023 (sortie nationale)

## Distribution
- Clovis Cornillac : Paul Barral
- Eye Haïdara : Joe-Lynn
- Laurence Côte : Véronique Mas
- Sophie Guillemin : Martine
- Jean-Pierre Martins : Tony Rodrigues
- Géraldine Sales : Cathy Rodrigues
- Shirel Nataf : Sofia
- Cassie Makoumbo Fowe : Julie
- Déborah Grall : madame Lambert
- Mehdi Senoussi : le patron du Flamingo
- Nelson Petronaci : Lino
- Sébastien Chabane : Alban
- Chad Chenouga : Emmanuel
- Hubert Delattre : Jeff Malone, l'ex de Joe-Lynn
- Olivia Côte : la ministre
- Satya Dusaugey : monsieur Duvournaux, l'acheteur potentiel
- Delphine Théodore : madame Duvournaux
- Emmanuel Vérité : l'inspecteur de l'IGA
- Astrid Adverbe : l'inspectrice de l'IGA

## Contexte
Le personnage de Paul Barral et le scénario du film sont inspirés de l'histoire vraie d'Arnaud Diaz, maire de L'Hospitalet-près-l'Andorre en Ariège. Dans cette commune, le maire a créé la « Maison des Cimes », un centre d'accueil pour les familles monoparentales dont l'objectif est d'attirer de nouveaux habitants dans le village et de maintenir l'école locale en y scolarisant les enfants des familles,.